# أرنولد غولدبرغ
أرنولد غولدبرغ (بالإنجليزية: Arnold Goldberg)‏ هو عالم نفس أمريكي، ولد في 1929.